# カエル男

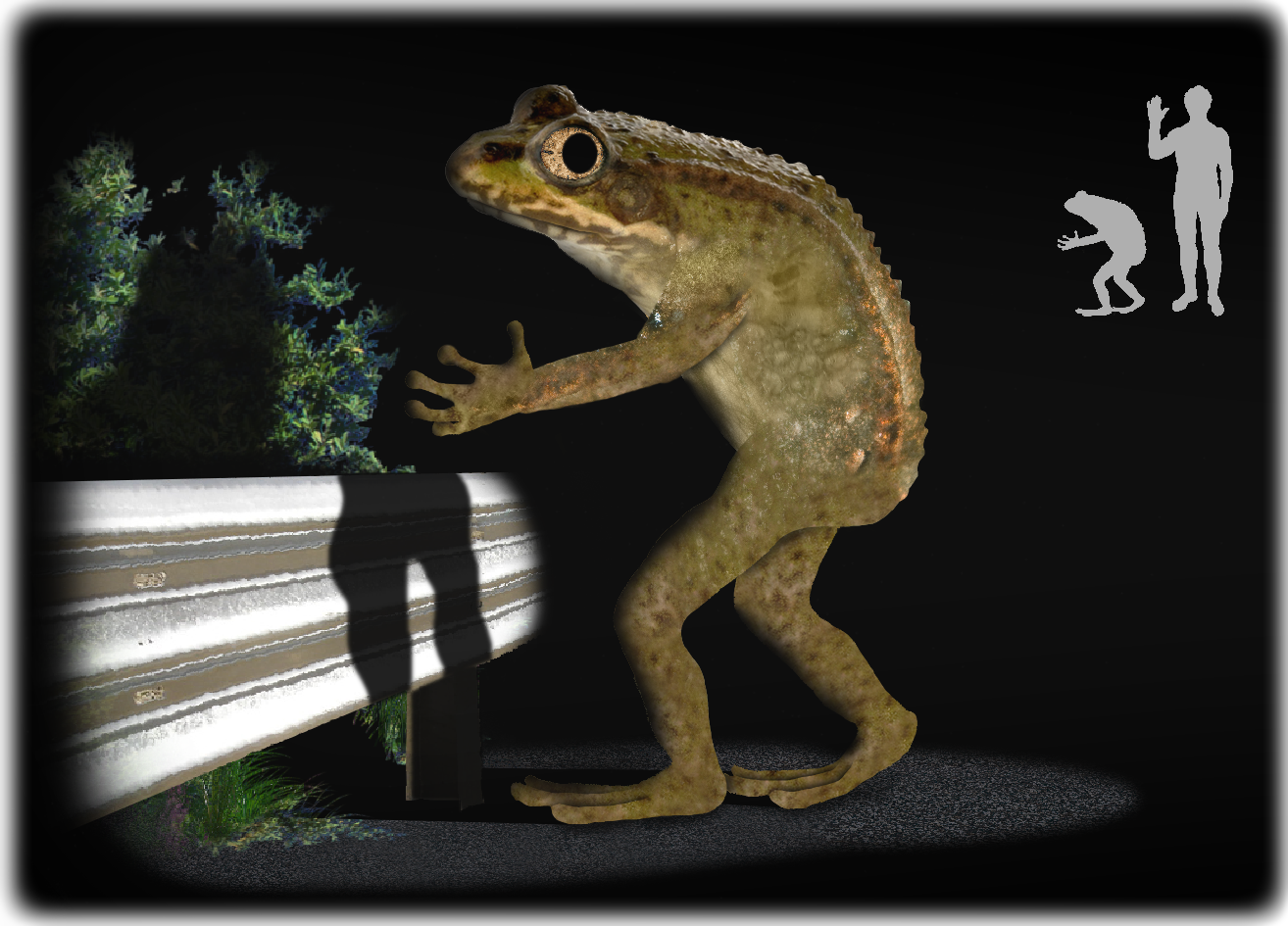
カエル男

カエル男（カエルおとこ、英: Frogman）は、アメリカ合衆国オハイオ州ラブランドで目撃されたとされる未確認生物である。ラブランド・フロッグ（Loveland Frog）、ラブランド・リザード（Loveland Lizard）、あるいは立って歩く蛙とも呼ばれる。

## 概要
1972年3月3日、オハイオ州ラブランド近くのリトルマイアミ川の近隣で、パトロール中の二人の警官が午前1時ごろ遭遇した。二人の話によるとその怪物は二本足で歩き、背丈は約1.2メートル、黒灰色の皮膚や指の間の水掻き、巨大な眼、頭部から腰まで並ぶ背中の突起を持つ蛙のような容姿だったらしい（しかし、皮膚はうろこだったとの証言もある）。地元紙「ラブランドヘラルド」がそのことを報道すると、読者から目撃証言が多数集まった。最終的にこの怪物の捕獲に賞金がかけられたが、未発見である。正体については宇宙人という説や単なる巨大な両生類だという説、新種の動物説などが挙げられている。